# 클라우스 노미
클라우스 노미(Klaus Nomi, 1944년 1월 24일 ~ 1983년 8월 6일)는 독일의 카운터테너이다. 기괴한 분장과 퍼포먼스로 인상적인 공연을 선보였다. 에이즈로 사망한 최초의 유명 인사로 알려져 있다.